# Køkkenmødding auf Risga
Koordinaten: 56° 40′ 11″ N, 5° 54′ 2,1″ W
Der Køkkenmødding auf Risga ist ein spätmesolithischen Muschelhaufen auf der westschottischen Insel Risga im Norden des Vereinigten Königreichs. Die Anlage ist als Scheduled Monument geschützt.

## Lage
Der Muschelhaufen, ein so genannter Køkkenmødding bzw. engl. shell midden, liegt auf der kleinen Felseninsel Risga im westschottischen Fjord Loch Sunart auf der Ostseite der Insel. Die etwa 0,3 Meter dicke Ablagerung lag etwa auf der Höhe der Strandlinie, die hier die Höchstmarke des post-glazialen Meeresspiegels bildete.

## Forschungsgeschichte
Der Muschelhaufen wurde in den Jahren 1920 und 1921 von A. H. Bischof und L. M. Mann ausgegraben und nur unzureichend dokumentiert. Es wurden zahlreiche Geräte aus Geweih, Knochen und Stein, darunter Hacken, "Limpet scoops" und Harpunen, etwa 14.000 Feuerstein- und Quarzartefakte, von denen etwa fünf Prozent retuschiert sind oder Benutzungsspuren zeigen, gefunden.
Der Muschelhaufen enthielt ferner eine Menge von Weichtierschalen, Fischgräten, Krustentierresten und Knochen von Seevögeln und Säugetieren.

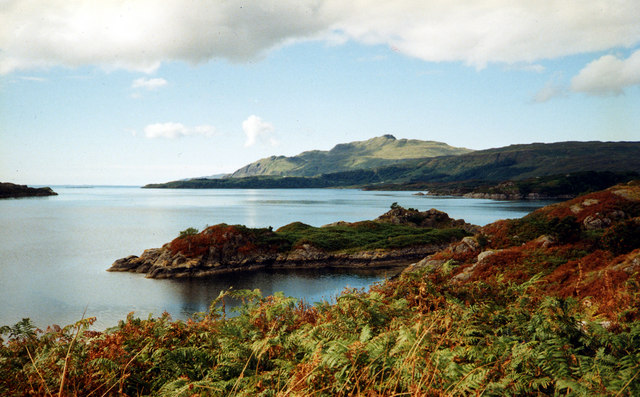
Blick auf Risga und Loch Sunart vom Festland aus

## Kulturelle Einordnung
Die Knochenwerkzeuge  von Risga sind vergleichbar mit den Artefakten aus den Muschelhaufen von Oronsay, die etwa in die Mitte des 5. Jahrtausends v. Chr. datieren. Die Knochen- und Geweihgeräte von Risga und Oronsay werden mit der spätmesolithischen Oban-Kultur in Zusammenhang gebracht. Im Allgemeinen kann das Material von Risga als ein Element betrachtet werden, das in die späte Sequenz der mesolithischen Aktivitäten entlang der Westküste Schottlands passt.
Die nur etwa 12 ha große Insel wurde vermutlich nicht ganzjährig genutzt, muss aber ein wichtiger Lager- und Werkplatz gewesen sein. Die jüngsten Ausgrabungen in Argyll zeigen, dass die mesolithische Periode von längerer Dauer und komplexerem Charakter war, als bisher angenommen. Die Tatsache, dass die Feuerstein- und Steinartefakte von Risga sich von anderen Fundorten der Oban-Kultur unterscheiden, dient als ein Beleg dafür.

## Weiterführende Literatur
- John Atkinson, Ian Banks, Tony Pollard: Risga (Ardnamurchan parish). Shell midden. In: Discovery and excavation in Scotland 1993, S. 45.  Council for British Archaeology, Scottish Regional Group, Edinburgh ISSN 0419-411X
- W. G. Jardine: Oronsay, shell mounds. In: Discovery and excavation in Scotland. 1973, S. 9–10.
- Armand D. Lacaille: The Stone Age in Scotland (= Publications of the Wellcome Historical Medical Museum. New Series Nr. 6, ZDB-ID 10984-8). Cambridge University Press, Cambridge 1954, S. 229–239.
- Paul Mellars: Settlement patterns and industrial variability in the British Mesolithic. In: Gale de G. Sieveking, Ian H. Longworth, Kenneth E. Wilson (Hrsg.): Problems in economic and social archaeology. Duckworth, London 1976, ISBN 0-7156-0942-4, S. 375–399, hier S. 376–377, 381.